# بز (فیلم هندی ۲۰۱۵)
بز (به انگلیسی: Goat) (به هندی: Aadu) فیلم کمدی بزن‌بکوب تولید ۲۰۱۵ هند است که توسط میدهون مانوئل توماس نوشته و کارگردانی شده‌است. بازیگران اصلی فیلم، گروه بازیگرانی از جمله جایاسوریا، ویجای بابو،
سانی وین، وینایاکان، سایجو کروپ، دارماجان بولگاتی، وینیت موهان، باگات مانوئل، رنجی پانیکر، ساندرا توماس، چمبان وینود خوزه، ایندرانس، بیجو کوتان و هاریکریشنان هستند.
فیلم بز در روز ۶ فوریه ۲۰۱۵ به اکران درآمد.
دنباله این فیلم بز ۲ نام دارد.